# Cnemida aterrima
Cnemida aterrima är en skalbaggsart som beskrevs av Bates 1888. Cnemida aterrima ingår i släktet Cnemida och familjen Rutelidae. Inga underarter finns listade i Catalogue of Life.